# Кенди (филм)
Кенди је филм Кристијана Маркванда из 1968. снимљен по роману Кенди Терија Садерна и Мејсона Хофенберга. У главним улогама су Ева Аулин, Џон Астин, Шарл Азнавур и Марлон Брандо. Анита Паленберг, Флоринда Болкан, Ричард Бертон, Џејмс Коберн, Џон Хјустон и Ринго Стар се појављују у „камео“ улогама.